# Francesco Emiliani
Francesco Emiliani (Udine, 1838 – Dara, 1882) è stato un esploratore italiano.
Nel 1875 si recò in Abissinia per poi esplorare, nel 1878, il Darfur. Insieme a Romolo Gessi combatté contro gli schiavisti e fu sostenitore dell'abolizionismo.